# Горохович Антоніна Тихонівна
Антоніна Тихонівна Горохович (псевдоніми: Подруга Гребля, Сестричка Уля, Уляна Пелех; 2 березня 1913, Великі Межирічі, тепер Корецький район, Рівненщина  — 3 квітня 1997, Торонто) — інженериня-агрономка, магістерка філософії, письменниця, журналістка, редакторка, громадська діячка, учителька шкіл українознавства, провідниця новачок у Пласті. Авторка статей на літературні й виховні теми.

## Біографія
Народилась 2 березня (за іншими даними — 3 березня) 1913 року у с. Великі Межирічі Рівненського повіту.
Брала активну участь у громадському житі Рівного у 1930-х роках. Була засновницею просвітницького руху на Рівненщині, працювала секретарем Союзу Українок. Вона організовувала в Рівному свята Матері, Миколая, Різдвяні та Великодні свята.
Освіту отримала у Рівненській приватній гімназії. Студіювала україністику в Львівському технічно-агрономічному інституті (1942—1944), Українському технічно-господарському інституті (Мюнхен — Регенсбург).
На еміґрації в Німеччині Антоніна Горохович активізувалася в Пласті й в 1947 році виконувала обов’язки головної референтки УПН-ок. У 1949 році еміґрувала до Канади, де в станиці Торонто продовжувала свою пластову діяльність. Виконувала різні функції у проводі станиці, а від 1953 до 1959 року виконувала обов’язки Крайової Комендантки Пластунок. Рівночасно вона працювала на пості головної булавної УПН-ок аж до 1958 року. Продовжила навчання на славістичному відділі Оттавського університету, 1964 року отримала диплом магістра.
Учителювала в Торонто, редагувала журнали «Готуйсь», «Пластовий шлях». Член Союзу українок Канади, Об'єднання українських письменників «Слово», Об'єднання працівників дитячої літератури.
Нагороджена Шевченківською медаллю Конґресу Українців Канади (1983).
Померла 3 квітня 1997 року в Торонто і, згідно з заповітом, похована біля батьків у селі Вели́кі Межи́річі в Корецькому районі Рівненської області.

вул. Антоніни Горохович у м. Рівне

## Творчість
Авторка праць «Батьки і діти» (1965), «Діалог у стилі Лесі Українки» (1978), «Поетика Лесі Українки та її афоризми» (1980), «Людина в літературі Руси-України» (1983), «Від розстріляного до замученого відродження» (1988).
Окремі видання:
- Горохович А. Батьки і діти / А. Горохович; Передм. від вид-ва ; Обкл. М. Левицького. — 2-е доп.вид. — Вінніпег ; Торонто: Світова Координаційна виховно-освітня Рада, 1990. — 176 с.

## Інтернет-Ресурси
- [Архівовано 4 червня 2022 у Wayback Machine.] Телепрограма «Так було»: Антоніна Горохович
- На Рівненщині відзначили 100-річчя письменниці Антоніни Горохович [Архівовано 26 квітня 2015 у Wayback Machine.]
- У Рівному вшанували Антоніну Горохович
- Сторіччя Антоніни Горохович
- Пащук І. Антоніна Горохович — дослідниця поетики і афоризмів Лесі Українки [Архівовано 4 березня 2016 у Wayback Machine.]
- [недоступне посилання з липня 2019] Антоніна Горохович про рідну мову як основний чинник національної самоідентифікації українців у

діаспорі
- Горохович Антоніна [Архівовано 4 вересня 2012 у Wayback Machine.]
- Свічку пам'яті Антоніні Горохович нарешті запалили вдома [Архівовано 5 березня 2016 у Wayback Machine.]
- Ушанування Антоніни Горохович [Архівовано 3 листопада 2021 у Wayback Machine.]